# Carpina
Carpina – miasto w Brazylii, w stanie Pernambuco.